# 7932 Plimpton
7932 Plimpton este un asteroid din centura principală, descoperit pe 7 aprilie 1989, de Eleanor Helin.